# 三重県道302号亀山停車場石水渓線
三重県道302号亀山停車場石水渓線（みえけんどう302ごう かめやまていしゃじょうせきすいけいせん）は、三重県亀山市を通る一般県道である。

## 概要
亀山市御幸町から亀山市安坂山町に至る。
当線の終点以北の道路は東海自然歩道に指定されている。

### 路線データ
- 起点：亀山市御幸町（字貝戸部179-2[1]：JR東海関西本線・紀勢本線 亀山駅前）
- 終点：亀山市安坂山町（字蓬原1156番地先[1]）
- 総延長：11.276 km

## 歴史
- 1959年（昭和34年）1月25日 - 路線認定[2]。

## 路線状況
亀山市街地および郊外の住宅街、また観光地の石水渓を縦貫し、通勤・通学・日常生活・行楽に利用される。全区間にわたって野登・白川地区自主運行バス（三重交通委託）の路線バスが運行されている。

### 重複区間
- 三重県道565号亀山城跡線・三重県道566号亀山城跡上野町線（亀山市本丸町 - 亀山市東丸町・江ヶ室交番前交差点）

### 道路施設

#### 橋梁
- 八幡橋（椋川、亀山市）
- 原田橋（原田川、亀山市）
- 野登橋（安楽川、亀山市）

## 地理

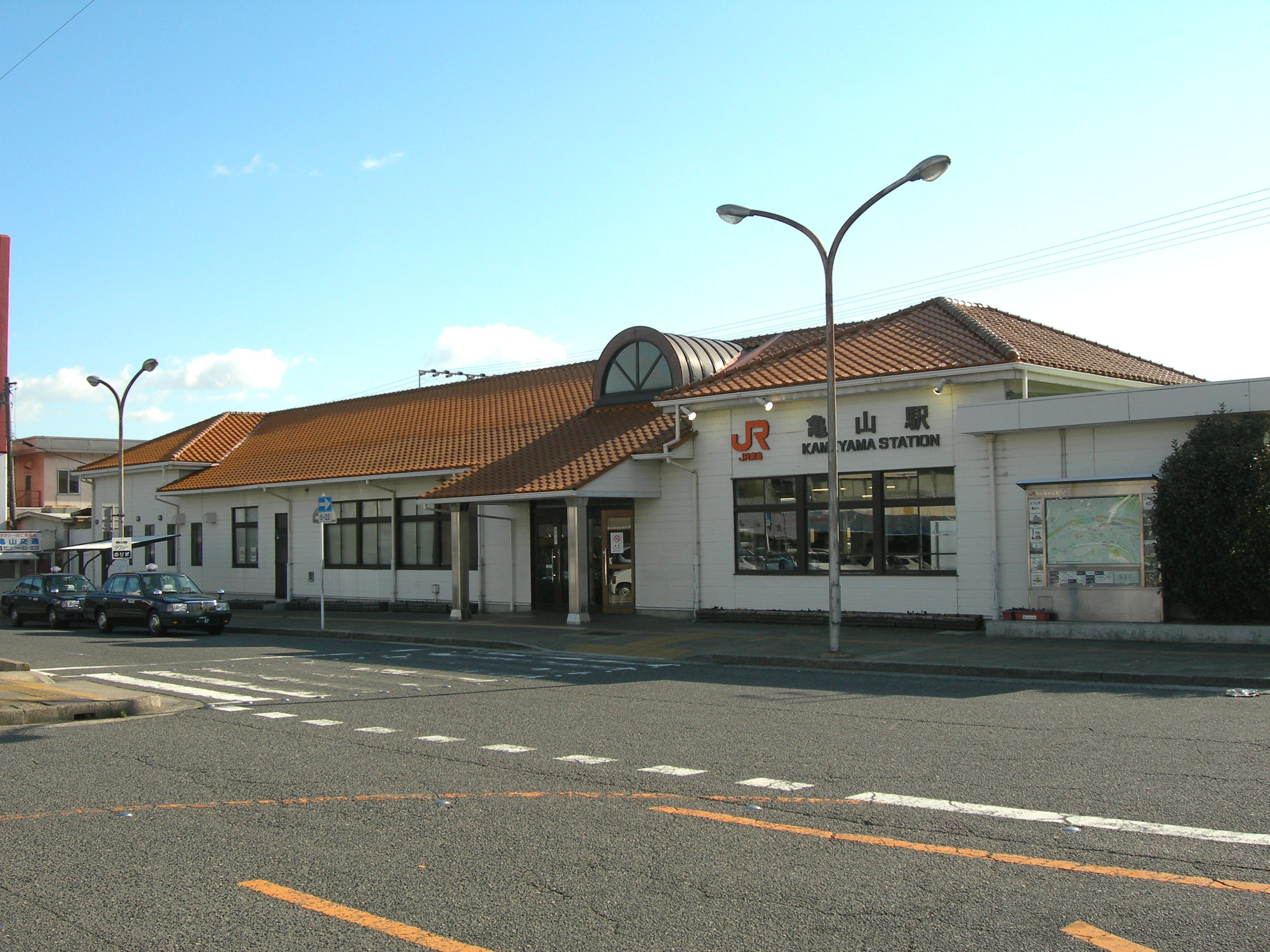
起点のJR東海関西本線・紀勢本線 亀山駅

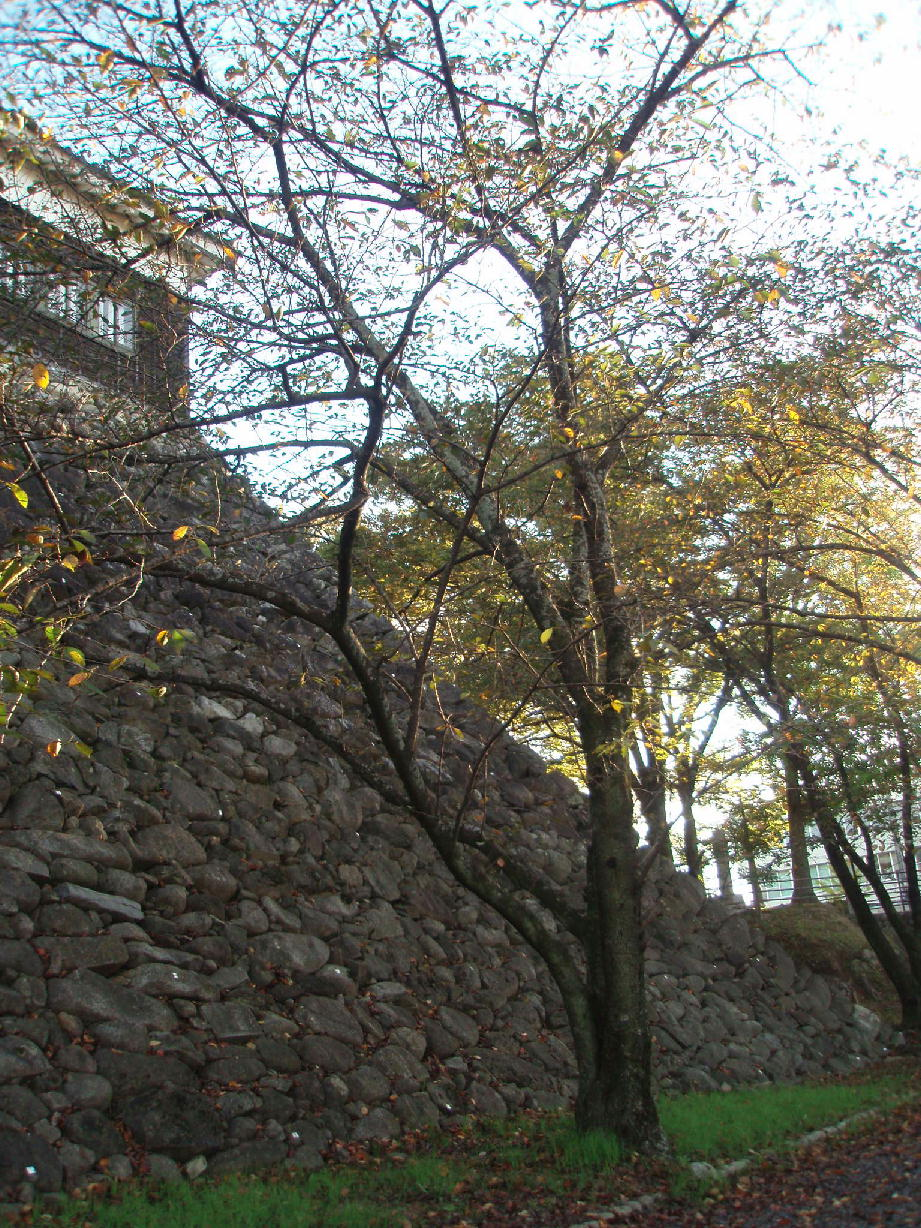
亀山城

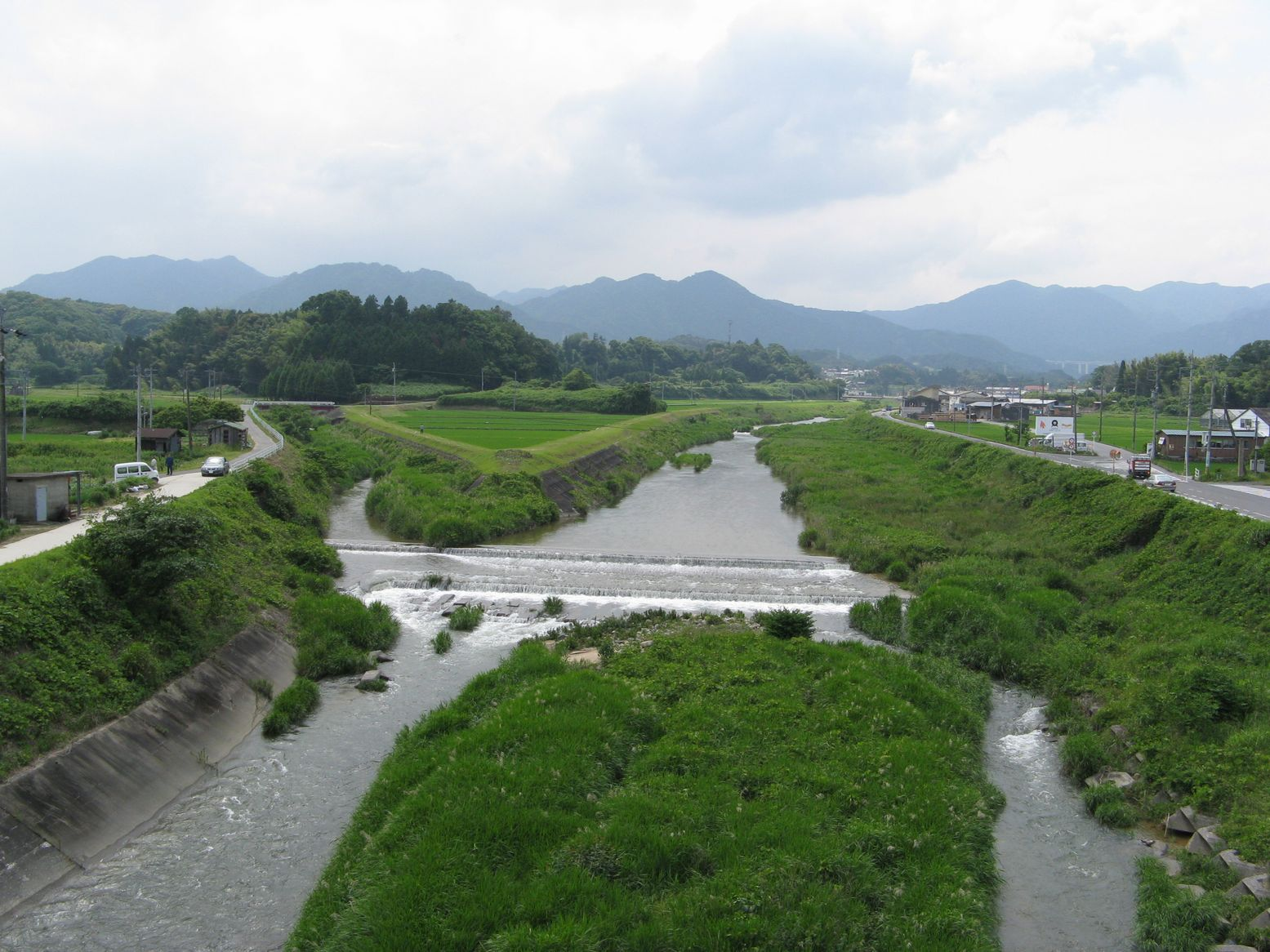
安楽川

### 通過する自治体
- 三重県
  - 亀山市

### 交差する道路
| 交差する道路                                                                    | 交差する場所                 | 交差する場所       |
| ------------------------------------------------------------------------------- | ---------------------------- | ------------------ |
| 三重県道565号亀山城跡線 / 旧東海道                                              | 御幸町                       | 亀山駅前交差点     |
| 三重県道647号白木西町線                                                         | 西町                         |                    |
| 三重県道565号亀山城跡線 重複区間起点 三重県道566号亀山城跡上野町線 重複区間起点 | 本丸町                       |                    |
| 三重県道565号亀山城跡線 重複区間終点 三重県道566号亀山城跡上野町線 重複区間終点 | 東丸町                       | 江ヶ室交番前交差点 |
| 国道1号 / 亀山バイパス 国道25号 重複                                            | 羽若町（はわかちょう）       | 羽若町交差点       |
| 三重県道637号辺法寺加佐登停車場線                                               | 辺法寺町（へんぼうじちょう） | 野登橋北詰交差点   |
| 北勢南部広域農道 / フラワーロード                                               | 両尾町（ふたおちょう）       |                    |
| 三重県道11号四日市関線                                                          | 両尾町                       |                    |

### 沿線
亀山市の主要な施設が連なる。
- JR東海関西本線・紀勢本線 亀山駅
- 亀山駅前郵便局
- 亀山市立亀山中学校
- 亀山公園
  - 亀山城
- 亀山市役所
- 亀山市立亀山西小学校
- 亀山警察署 江ヶ室交番
- 羽若住宅
- 亀田住宅
- アイリスヒルズ
- 三重県農業研究所 茶業研究室
- 安楽川
- 亀山市立野登小学校
- 石水渓
  - 石水渓野外研修施設